# Ivan Barbashev
Ivan Barbashev (Moscú, Rusia, 14 de diciembre de 1995), apodado Barbie o Barbs, es un jugador profesional ruso de hockey sobre hielo que se desempeña en la posición de centro en Vegas Golden Knights, equipo de la National Hockey League (NHL).

## Carrera
Fue seleccionado en la segunda ronda en la NHL Entry Draft de 2014. En 2016 hizo su debut profesional con el equipo St. Louis Blues, en el cual jugó siete temporadas (2016-2022), después pasó a Vegas Golden Knights, donde lleva jugando dos temporadas.